# Dalechampia chevalieri
Dalechampia chevalieri är en törelväxtart som beskrevs av Lucien Beille. Dalechampia chevalieri ingår i släktet Dalechampia och familjen törelväxter. Inga underarter finns listade i Catalogue of Life.